# Grabówka (województwo dolnośląskie)
Grabówka (niem. Grabofke, 1939–1945 Buchenhagen) – wieś w Polsce położona w województwie dolnośląskim, w powiecie milickim, w gminie Milicz.

## Podział administracyjny
1973–1977 w gminie Sułów (1973–75 w powiecie milickim), a 1977–1995 w gminie Żmigród.
W latach 1975–1998 miejscowość administracyjnie należała do województwa wrocławskiego.

## Turystyka i rekreacja
Wieś położona jest na zachód od stawu Grabówka Duża (pow. 122 ha). W pobliskim lesie spotkać można wydmy śródlądowe. Przez miejscowość przebiega czerwony szlak rowerowy (tzw. pętla rowerowa wokół Powiatu Trzebnickiego).